# Wallington, Londres
Wallington é uma cidade no distrito londrino de Sutton, no sul de Londres, Inglaterra, a 15,9 km a sudoeste de Charing Cross. Antes da fusão do distrito municipal de Beddington e Wallington com o distrito londrino de Sutton, na Grande Londres, em 1965, fazia parte do condado de Surrey. Wallington é uma cidade postal na área do código postal SM, distritos postais do Reino Unido.

## História e Etimologia
O nome "Wallington" deriva do anglo-saxão "Waletone", que significa "vila dos bretões". Wallington aparece no Domesday Book de 1086 e foi propriedade de Guilherme, o Conquistador. Seus bens domesday eram: 11 hidas. Possuía 2 moinhos no valor de £ 1 10s 0d, 11 arados e 8 acres (32.000 m²) de pasto. Rendeu £ 10. A vila histórica estava situada um pouco ao norte do atual centro da cidade, ao redor do que hoje é a Ponte Wallington sobre o Rio Wandle.
Na época do livro Domesday, havia dois lagos do moinho. Os prédios do moinho foram demolidos há muito tempo, mas o lago sobrevive como o lago para barcos The Grange. Na década de 1860, Alfred Smee, cirurgião do Banco da Inglaterra, construiu um jardim elaborado no lado norte do Lago do Moinho e escreveu um livro ilustrado do nome "Meu Jardim" em 1872.
A então conhecida estação ferroviária de "Carshalton" foi inaugurada em 1847 nos campos abertos ao sul de Wallington, pois o prietário do Parque Carshalton se opôs à sua construção perto da vila de Carshalton. Isso impulsionou o desenvolvimento da área e, na década de 1860, Nathaniel Bridges criou um prestigioso conjunto habitacional com vilas no estilo neogótico (arquiteto E. L. Brock). Para produzir uma igreja para o conjunto, Bridges patrocinou a construção da Igreja da Santíssima Trindade, e Wallington tornou-se uma paróquia independente em 1867. A área ao redor da Igreja da Santíssima Trindade é conhecida como Cidade Velha de Wallington. Especificamente, as vilas vitorianas e eduardianas de Clifton Road, Belmont Road e Park Road exibem sua grandiosidade. Esse fornecimento para o sul continuou em direção a Woodcote e, durante os acontecimentos da Primeira Guerra Mundial, o trecho da Woodcote Road ao sul da estação havia se tornado a nova High Street.
Em 1888, foi fundada o Wallington High School for Girls por um coletivo de freiras.

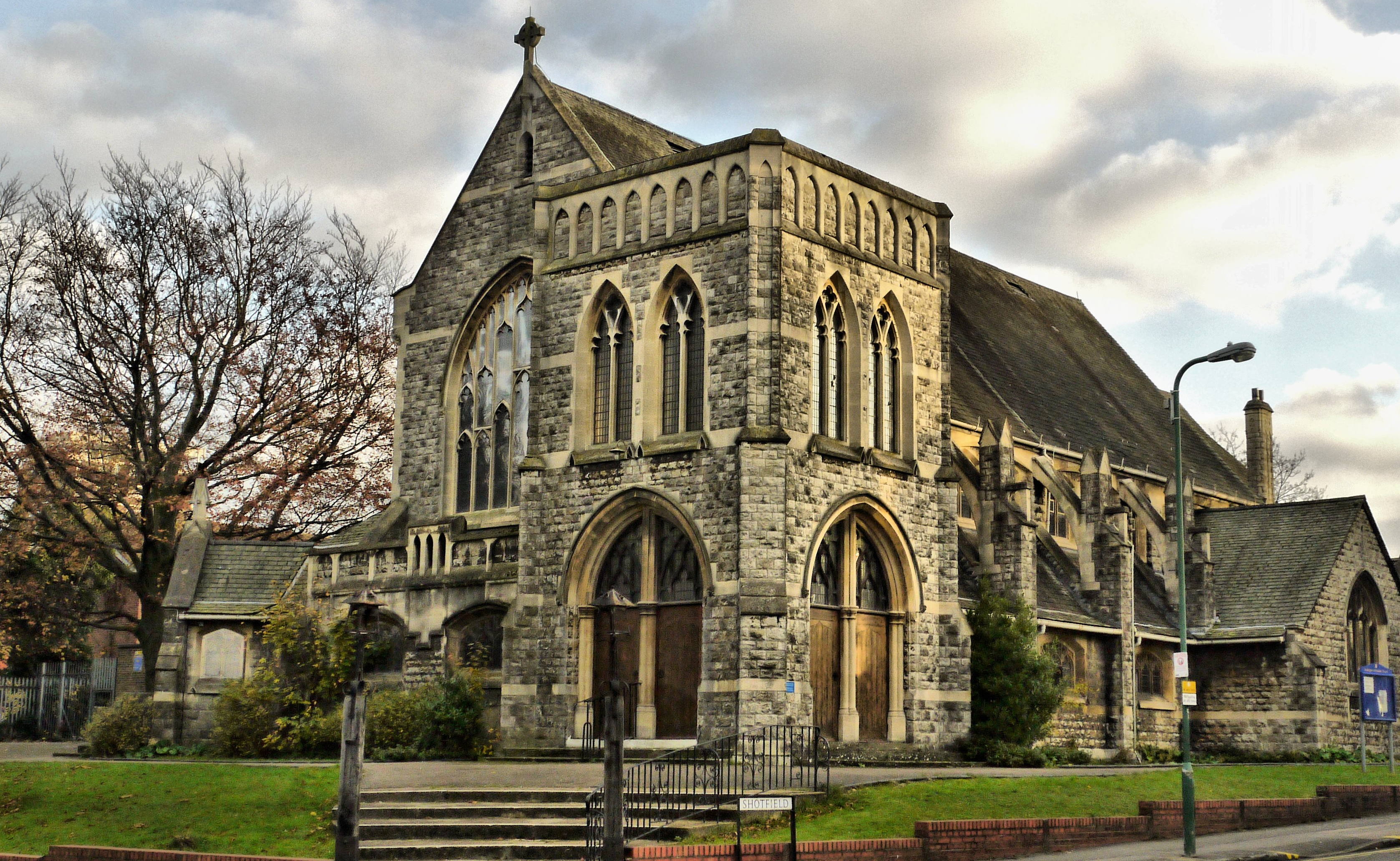
Igreja Metodista de Wallington

Em 1908 era construída a Igreja Metodista de Wallington por um local em Beddington Gardens, no centro da cidade.
Desde 1902, a cidade mantém a tradição da coroação anual da Rainha de Maio de Wallington. O evento começa com uma procissão pela cidade. As meninas se juntam ao grupo aos três anos de idade como "fadas", antes de se tornarem "ajudantes da Rainha de Maio" um ano depois. Elas então se tornam portadoras da coroa antes de assumirem o papel de porta-estandarte. As meninas então agem como "príncipes" e se tornam elegíveis para ser Rainha de Maio aos nove anos de idade.

O Distrito Municipal de Beddington e Wallington foi incorporado em 1936 a partir do antigo Distrito Urbano de Beddington e Wallington. A Prefeitura de Wallington (arquiteto Robert Atkinson) e a biblioteca pública foram construídas no centro de Wallington na década de 1930, assim como o quartel de bombeiros na Belmont Road.

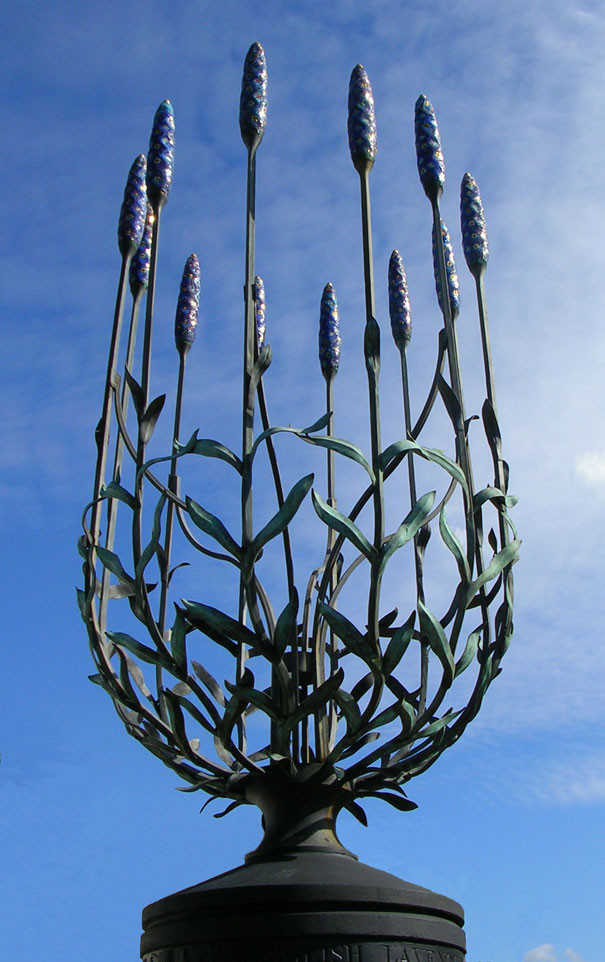
Escultura de Guy Portelli de 1999, "English Lavender", no centro da cidade de Wallington.

A Wallington County Grammar School (para meninos) foi inaugurada na London Road, perto do Beddington Park, em 1927.
Wallington foi um importante centro de produção de óleo de lavanda até a época da Primeira Guerra Mundial. O cultivo de lavanda e ervas era muito proeminente na região na época vitoriana e muito antes, e extensos campos de lavanda eram vistos nas áreas de Carshalton, Beddington e Wallington. O cultivo de lavanda era uma parte muito próspera da agricultura local no século XIX e início do século XX. Em Wallington, a área ao norte da estação era a principal. A escala da operação pode ser compreendida pelo fato de o Daily News, em 1914, ter declarado que, nas proximidades de Carshalton Beeches, "em todas as direções, as encostas baixas da fazenda além de Beeches Halt são cobertas pelo tom pastel florido das flores de lavanda". A importância da lavanda é lembrada e comemorada de diversas maneiras, por exemplo:
- Há uma grande escultura no cruzamento da Woodcote Road com a Stafford Road representando uma planta de lavanda. Criada pelo escultor Guy Portelli, foi instalada em 1999, durante a construção da nova loja Sainsbury's.
- As luzes de Natal também representam plantas de lavanda.
- Um dos produtores locais de lavanda – John Jakson, da Little Woodcote Farm – emprestou seu nome a um bar na Woodcote Road.

- Os escoteiros locais usam lavanda como logotipo da área de Sutton em seu distintivo de ombro.

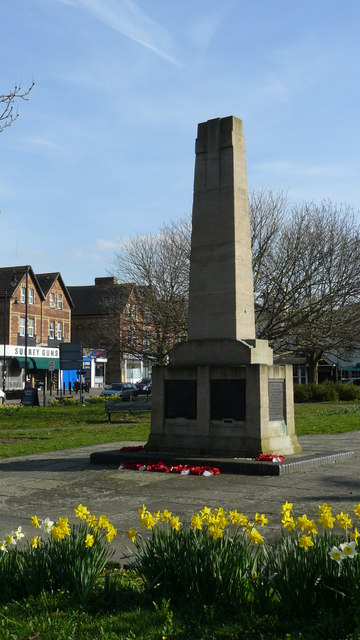
Memorial de Guerra de Wallington e Beddington

Muitos jovens de Wallington serviram e perderam a vida na Primeira Guerra Mundial, e em 1922 um memorial foi inaugurado em Wallington Green pelo General Edmund Elles para homenagear os mortos. O memorial foi alterado em 1949 para incluir os nomes dos moradores locais que morreram na Segunda Guerra Mundial.
O memorial tem a forma de um obelisco de pedra de Portland sobre um pedestal, com uma cruz e um motivo de raios de sol. Nas laterais, há placas de bronze com os nomes dos mortos. Ele está apoiado em tijolos de engenharia azuis de Staffordshire e pedra de York. Em 2005, descobriu-se que o memorial estava sendo atacado por musgo, e o English Heritage pagou por sua restauração.

Está escrito:
1914 – 1918
Para a gloriosa memória
dos homens de Beddington e Wallington
que morreram na Grande Guerra

Eles morreram para que possamos viver.

## Hoje em dia
Desde 2007, novas lojas foram abertas em Wallington, incluindo Tesco Express e Caffè Nero. Essas lojas se somaram às já existentes, como Sainsbury's, Boots, W.H. Smith, bancos, imobiliárias e sociedades de crédito imobiliário. 
Houve dois empreendimentos de apartamentos de luxo em frente à estação ferroviária, concluídos por volta de 2010 e 2013, respectivamente. Mais apartamentos no centro da cidade, na Shotfield Road, foram concluídos em 2015.
Uma feira de produtores rurais é realizada no segundo sábado de cada mês. Geralmente, ela acontece em frente à antiga prefeitura, mas ocasionalmente no estacionamento de Shotfield.
A Sutton Community Farm, a única do gênero na Grande Londres, está localizada em Wallington. Uma empresa social sem fins lucrativos, ocupa uma pequena propriedade de 7,5 acres, do tipo originalmente concedido a ex-militares após a Primeira Guerra Mundial.
Há uma biblioteca pública no centro de Wallington, no bairro "Shotfield", com um terraço externo onde são servidos café e chá. Shotfield também abriga a antiga Prefeitura, hoje uma faculdade. Em 1980, foi assumida e convertida em Tribunal da Coroa. O prédio deixou de ser Tribunal em abril de 1999 e foi posteriormente convertido para seu uso atual.
A cidade viu a inauguração de um pequeno cinema independente em maio de 2014 no Brook Cafe and Bar, juntamente com um estúdio de gravação.
A área de Shotfield, no centro da cidade, ganhou um novo e moderno centro de saúde em 2012, modificando instalações menores existentes no local.

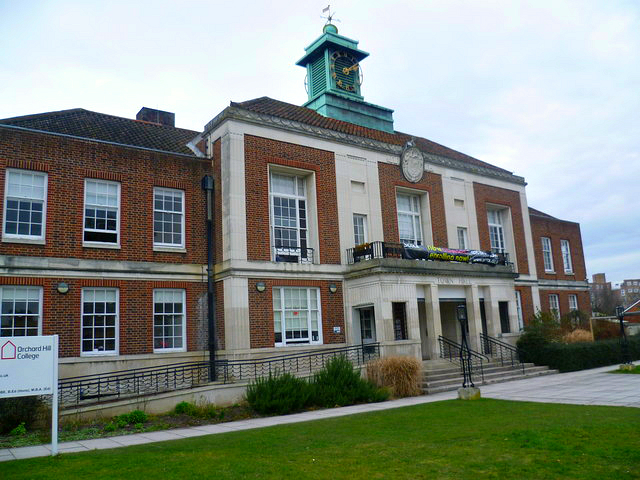
Orchard Hill College, Wallington. Anteriormente Prefeitura de Wallington.

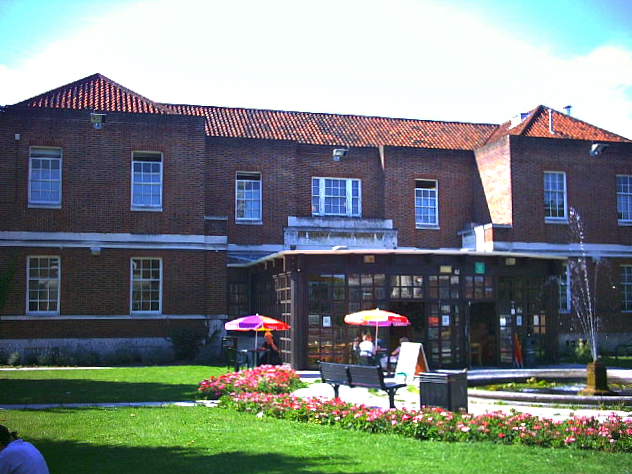
Biblioteca de Wallington

## Igreja da Santíssima Trindade
A igreja paroquial de Wallington está localizada na Manor Road e é dedicada à Santíssima Trindade. Foi projetada por Habershon e Brock e concluída em 1870. É tombada como Grau II desde 1974.

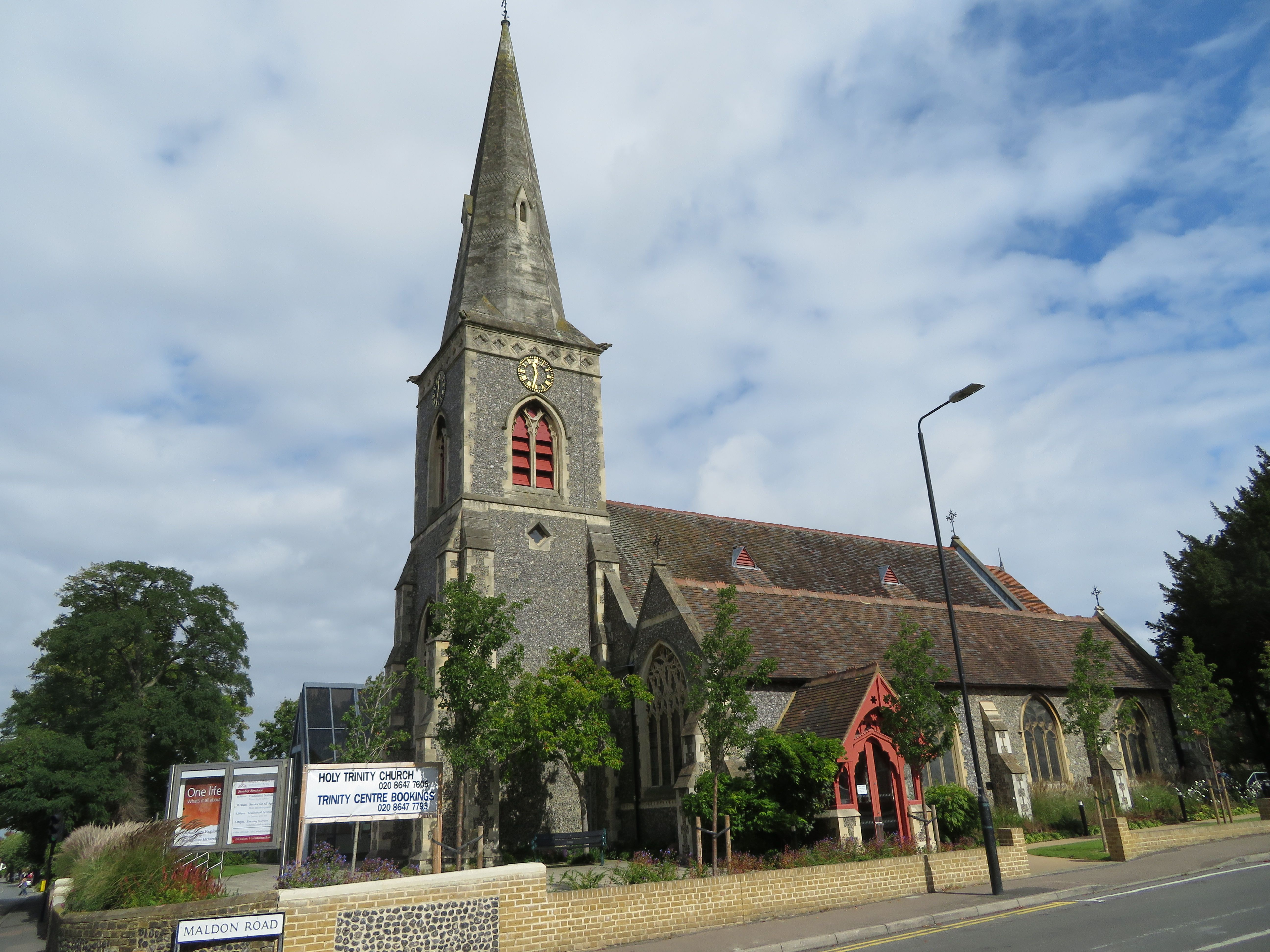
Igreja da Santíssima Trindade, Wallington

A antiga Capela de Wallington situava-se em um terreno ao norte da London Road, atrás da cervejaria, nos terrenos da propriedade Elm Grove, e foi demolida por volta de 1791. Uma escritura datada de 1480 informa que a capela foi dedicada a Nossa Senhora do Mouro. As fundações foram descobertas em 1921, e com elas algumas pedras esculpidas que eram partes de janelas e arcos. Os restos da capela desaparecida podem ser vistos nas paredes do Salão da Igreja em Elm Grove e na mais recente Igreja de São Patrício.

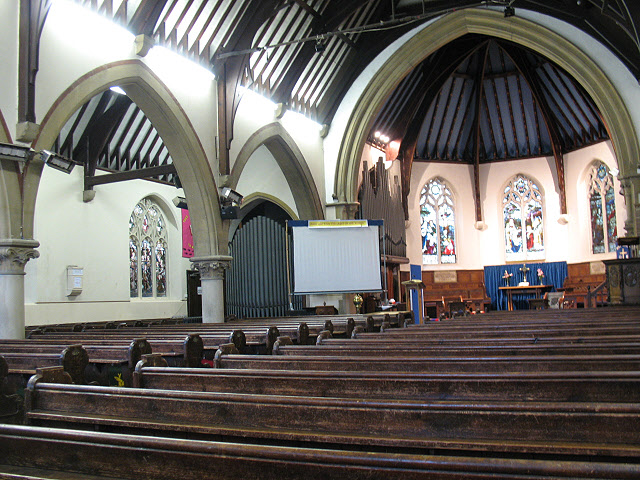
Interior da Igreja da Santíssima Trindade

A atual Igreja da Santíssima Trindade foi erguida em 1866 pelo Sr. Nathaniel Bridges, Senhor da Mansão. A igreja foi consagrada em 28 de setembro de 1867, pelo Bispo Sumner de Winchester. Assim como o restante do histórico condado de Surrey, a paróquia de Wallington, naquela época, pertencia à Diocese de Winchester. Posteriormente, foi transferida para Rochester e, quando a atual Diocese Anglicana de Southwark foi formada, foi transferida para lá.
A igreja foi construída para se assemelhar à descrição da antiga capela – seguindo o estilo do século XIV. A janela oeste da nave sul é semelhante à da Igreja de Little St. Mary's, em Cambridge, erguida por volta de 1850. Cada janela apresenta traceria com um padrão diferente. A pedra usada nas sílex é a pedra de Bath. O teto e o piso são revestidos com telhas Broseley. A altura da torre é de 33 metros. O interior da igreja tem uma área de 32 metros de comprimento por 23 metros de largura, com capacidade para 650 pessoas sentadas.
Desde a sua construção, a Igreja Paroquial tem sido adornada com vários vitrais. Os do lado sul são memoriais aos antigos fiéis. A janela central do presbitério é um memorial ao Rev. John Williams, o primeiro vigário. A janela norte foi presenteada pelos familiares como memorial aos mortos na Primeira Guerra Mundial, enquanto a do lado sul é um presente dos paroquianos como Memorial de Guerra.
Em 1926, o presbitério foi totalmente reformado, com novas saudações de comunhão — doação da Sra. Bund, em memória de seu marido; um novo púlpito — doação do Sr. W. J. Mallinson; um púlpito de bronze em forma de águia — doação da Sra. Cleverly; pia batismal de mármore e alabastro — doação da Sra. Page; painéis de carvalho no presbitério e no santuário e novas portas e vestíbulo de carvalho na entrada sul — doações de membros da família Landon e da Srta. Roche; e novas cadeiras de coro (cujo custo foi coberto por assinaturas) foram adicionadas à igreja.

## Espaço aberto

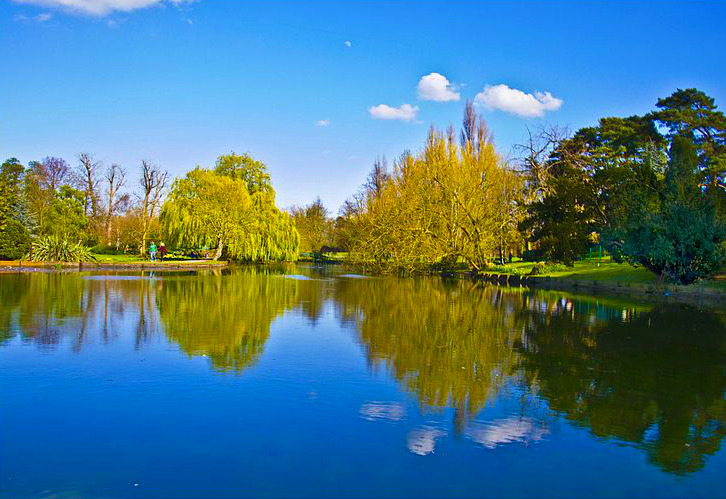
Lago para passeios de barco, Beddington Park

Os parques na área de Wallington incluem Mellows Park, Beddington Park e Grange Gardens.
Os dois últimos, por onde flui o Rio Wandle, ficam no nordeste da área, na fronteira com a vizinha Beddington. O Parque Beddington tem quase 100 acres de tamanho e é mantido pelo distrito londrino de Sutton. Era originalmente parte do Deer Park anexado a Carew Manor, uma grande casa de campo construída no período Tudor, que permanece até hoje. Compreende uma grande área de pastagem aberta com pequenos grupos de árvores, com uma área de jardins mais formais perto do restaurante Grange, bem como um lago e uma lagoa. O lago principal no sudoeste do parque era originalmente um lago de moinho. Há muitos caminhos e uma série de pontes ornamentais que cruzam o riacho que alimenta o lago: este faz parte do Rio Wandle, e o parque está na Trilha Wandle. Parte do parque é administrada como um sítio de vida selvagem.

## Transporte
Wallington é servida por conexões ferroviárias, de ônibus e de ônibus.

### Trilho
Os serviços operam de Wallington para Victoria e London Bridge via West Croydon e para Epsom Downs e Epsom via Sutton e além.

### Ônibus

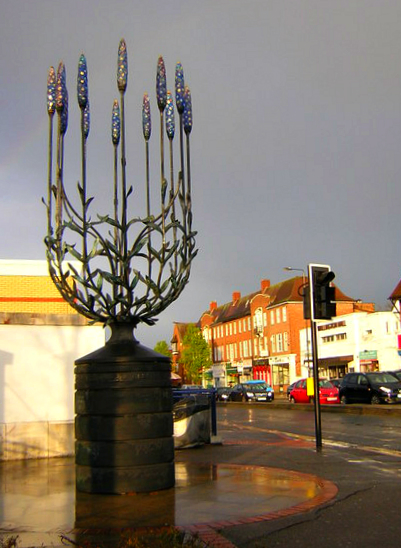
Escultura de Guy Portelli de 1999 celebrando a lavanda local

Há serviços de ônibus disponíveis saindo de Wallington:
- 127 – para Purley, Carshalton, Mitcham, Tooting Broadway
- 151 – para Carshalton, St Helier, Sutton, Cheam, Worcester Park
- 154 – para Croydon, Carshalton, Sutton, Morden
- 157 – para Crystal Palace, Croydon, Morden
- 407 – para Caterham, Purley, Croydon, Sutton
- 410 – para Crystal Palace, Norwood, Croydon, Beddington
- 463 – para Coulsdon, Beddington, Mitcham
- 612 – para Wallington County Grammar School
- 627 – para Wallington High School for Girls
- S3 – para Malden Manor, Belmont, Carshalton Beeches, Wallington North, Hospital de Sutton
- S4 – para Waddon Marsh, Sutton
- SL7 – para Croydon, Carshalton, Sutton, Kingston, Heathrow

### Transporte de ônibus
Os serviços da National Express não passam mais por Wallington.

### Bicicletas
A Rota Nacional de Ciclismo 20 viaja na direção norte-sul nos limites de Wallington, conectando ciclistas com Wandsworth no Rio Tâmisa e Brighton na Costa Sul.Pessoas notáveis

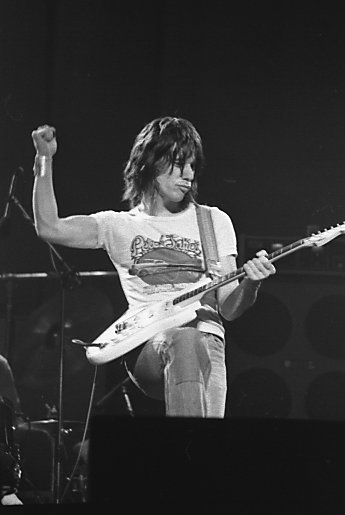
Jeff Beck em 1973

## Pessoas notáveis
- Neil Ardley (1937–2004), pianista e compositor de jazz, nasceu em Wallington
- Jeff Beck (1944–2023), guitarrista de rock, nasceu em Wallington e morava na Demesne Road
- Helen Clare (1916–2018), cantora, morava em Cranley Gardens[13]
- Gary Mason, O campeão britânico de boxe peso-pesado, morava em Wallington antes de morrer em Sandy Lane South enquanto andava de bicicleta, em 2011
- Linsey Dawn McKenzie, modelo e atriz pornográfica
- Phyllis Mudford (1906–2006), vencedor do torneio de duplas femininas de Wimbledon em 1931 [14]
- Mervyn Peake morou lá por cinco anos quando herdou a casa de seu pai em 1953, mas vendeu a casa para reforma quando se mudou para Chelsea[15]
- Wilfrid Reay (1891–1915), jogador de críquete
- Nick Ross, apresentador de televisão
- Eileen Shanahan (1901–1979), Poetisa irlandesa, viveu com sua família em Blenheim Gardens
- John Debenham Taylor (1920–2016), oficial do serviço de inteligência, nascido em Wallington[16]
- David Walliams (ator) teve sua educação primária na Collingwood Boys' School em Wallington, Londres, (Surrey), (agora Collingwood School)
- David Weir, Medalhista de ouro paralímpico mora na propriedade Roundshaw
- Elsie Widdowson, nutricionista, nascida em Wallington

## Esportes e lazer
Wallington tem um clube de futebol não pertencente à liga profissional chamado Carshalton Athletic e muitos clubes sociais. A cidade tem quatro caixas de correio douradas em homenagem às quatro medalhas de ouro do morador local David Weir nos Jogos Paralímpicos de Verão de 2012.

## Educação
Educação primária
- Bandon Hill Primary School
- Beddington Infants School

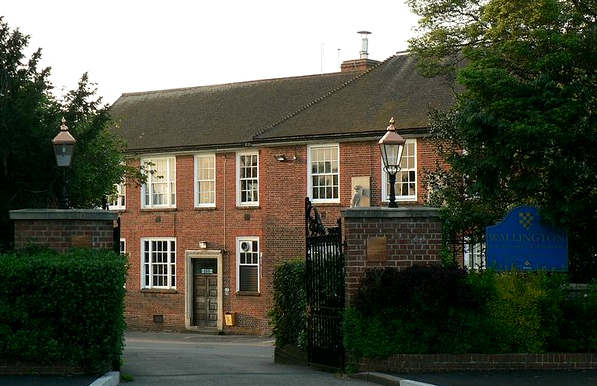
Wallington County Grammar School

- Collingwood School (escola privada)
- Foresters Primary School
- Highview Primary School
- Holy Trinity C of E Junior School
- St Elphege's School
- Wallington Primary Academy (formalmente Amy Johnson Primary School)

### Educação secundária
- Wallington County Grammar School
- Wallington High School for Girls
- Wilson's School

Todas as três escolas secundárias são escolas de gramática muito bem avaliadas, com uma delas (Wilson's School) sendo uma das escolas estaduais de maior desempenho — incluindo todas as escolas de gramática estaduais — na Grã-Bretanha. Veja o artigo do distrito londrino de Sutton para mais detalhes sobre a educação no bairro.